# Rækker Mølle KFUM
Rækker Mølle KFUM (Rækker Mølle Håndbold) er en dansk håndboldklub fra den lille vestjyske by, Rækker Mølle. Klubbens førstehold spiller i sæsonen 2023-2024 i 1. division for herrer og 2. division for damer. Klubben spiller i røde trøjer og sorte shorts. Klubbens hjemmebane er Faster Arena (Rækker Mølle Hallen).